# Weilheim in Oberbayern
Weilheim in Oberbayern este un oraș din districtul Weilheim-Schongau, regiunea administrativă Bavaria Superioară, landul Bavaria, Germania.

## Personalități
- Thomas Müller, fotbalist